# ویلهلم گرونر
کارل ادوارد ویلهلم گرونر (آلمانی: Wilhelm Groener؛ زاده ۲۲ نوامبر ۱۸۶۷ – درگذشته ۳ مهٔ ۱۹۳۹) یک ژنرال و سیاست‌مدار اهل آلمان بود.